# Lisbeth Herger
Lisbeth Herger (* 24. Juli 1956 in Romoos) ist eine Schweizer Journalistin, Autorin und ein Schreibcoach für Biografien.

## Leben und Wirken

### Ausbildung und berufliche Tätigkeit
Lisbeth Herger wuchs in Romoos im Kanton Luzern auf und besuchte von 1971 bis 1976 das Kantonale Lehrerseminar in Luzern. Anschliessend studierte sie Germanistik, Philosophie und Psychologie an der Universität Zürich und der Freien Universität Berlin und schloss das Studium 1984 mit dem Lizentiat ab. Während und nach dem Studium war sie als Lehrerin tätig. 1987 stieg sie bei Radio DRS 2 in den Journalismus ein und war von 1988 bis 1994 Redaktorin der Sendung Reflexe / Kontext. Anschliessend war sie bis 2002 als freie Journalistin für eine Vielzahl von Publikationen und Tageszeitungen tätig. Von 2002 bis 2003 war sie Co-Leiterin der Bildungsstelle «Häusliche Gewalt» in Luzern. Von 2003 bis 2006 war Lisbeth Herger für die Öffentlichkeitsarbeit der Paulus Akademie Zürich verantwortlich und gleichzeitig bis 2007 Studienleiterin an dieser Institution zu Themen wie Medienethik sowie Frauen- und Genderfragen. Seit 2009 amtet Lisbeth Herger als Kommissionssekretärin beim Gemeinderat der Stadt Zürich. Ausserdem ist sie freiberuflich tätig als Autorin von Biografien, Schreibcoach, Kursleiterin für biographisches Schreiben, Moderatorin von Erzählcafés sowie als Ausbildnerin von Moderatorinnen und Moderatoren von Erzählcafés.
In der 2012 erschienen Lebensgeschichte der Anna Maria Boxler (1884–1965) entwickelte Lisbeth Herger in Zusammenarbeit mit dem Historiker Heinz Looser das erste Mal das besondere Genre eines quellenbasierten Erzählstils, indem sie die journalistische Reportage mit historischem und psychosozialem Fachwissen biografisch verwebt.
Sie stellt sich dabei anwaltschaftlich auf die Seite von Entrechteten, von Armut und Elend betroffenen Menschen. Seither hat sie drei weitere biografische Werke in diesem Erzählstil veröffentlicht, vorwiegend zu Frauenschicksalen aus den untersten Schichten der Gesellschaft im 19. und 20. Jahrhundert. Die jeweiligen Biografien arbeiten mit umfangreichem Quellenmaterial und reihen sich ein in die historische Aufarbeitung der Administrativen Versorgung in der Schweiz. Lisbeth Herger ist verheiratet und hat zwei Töchter.

### Ehrenamtliche Tätigkeit
- 2011–2015: Vorstandsmitglied der Allgemeinen Baugenossenschaft Zürich ABZ
- 2009–2010: Vorstandsmitglied bei «Limita, Fachstelle zur Prävention sexueller Ausbeutung von Mädchen und Jungen», Zürich
- seit 2002: Mitglied der Gleichstellungskommission der Stadt Zürich
- 2001–2005: Vorstandsmitglied des FIZ (Fraueninformationszentrum für Frauen aus Afrika, Asien, Lateinamerika und Osteuropa), Co-Präsidentin
- 1992–1996: Mitglied der VPOD-Frauenkommission
- 1979–1980: Vorstandsmitglied Fachverein Germanistik, Universität Zürich
- 1973–1976: Mitglied des Seelsorgerats (Bistum Basel / zwei Jahre im Vorstand)
- 1973–1976: Leitungsmitglied der Franziskanischen Jugendbewegung Schweiz

## Auszeichnungen
- 2001: Zürcher Journalistenpreis

## Publikationen (Auswahl)
- Annabelle, ach Annabelle... Ein feministischer Einspruch. In: Ganz Annabelle. Ausstellungskatalog zur Ausstellung im Museum für Gestaltung. Zürich 1992.
- Die Stadt ist eine Ansammlung von Möglichkeiten. Porträt von Christian Schmid, Urbanist in Zürich. In: Valance Marc, Heinz Dieter Finck: Andere Ansichten der Schweiz. Zürich 1998.
- Wir müssen uns ständig anpassen, das ist verrückt! Porträt des Landwirt-Ehepaars Ursula und Kurt Gubser-Hobi. In: Valance Marc, Heinz Dieter Finck: Andere Ansichten der Schweiz. Zürich 1998.
- Mer muess em Bach sorg gäh. Porträt des Landwirts und Bachverbauers Peter Ott. In: Valance Marc, Heinz Dieter Finck: Andere Ansichten der Schweiz. Zürich 1998.
- Managementprobleme zwischen Mehrzeitmutter und Teilzeitvater. In: Yvonne-Denise Köchli: Muttermilch auf seinem Laptop. 43 Jonglierversuche im Dreieck von Liebe, Kind und Beruf. Zürich 1999.
- Mit Heinz Looser: Zwischen Sehnsucht und Schande. Die Geschichte der Anna Maria Boxler 1884–1965. Baden 2012.
- Frauenhandel in Globalia. Neue Fakten zu einer alten Tragödie. In: FIZ (Hg.): Betrogen und verkauft. Frauenhandel in der Schweiz und anderswo. Zürich 2013.
- Ansichten von innen. Hélène erzählt. In: FIZ (Hg.): Betrogen und verkauft. Frauenhandel in der Schweiz und anderswo. Zürich 2013.
- Unter Vormundschaft. Das gestohlene Leben der Lina Zingg. Baden 2016.
- Lebenslänglich. Briefwechsel zweier Heimkinder. Baden 2018.
- «moralisch defekt». Pauline Schwarz zwischen Psychiatrie und Gefängnis. Zürich 2020.